# Burgus

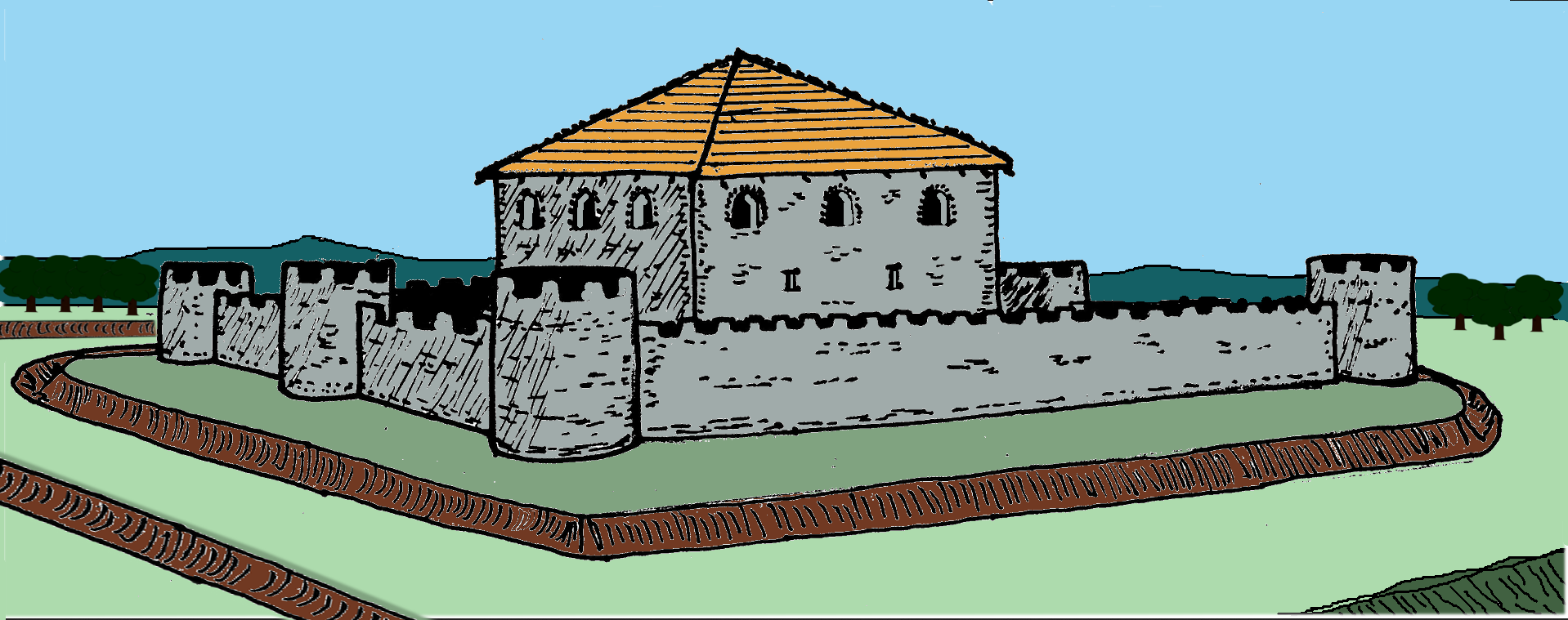
Reconstructie van de burgus bij Asperden.

Een burgus (meervoud: burgi) was in de Romeinse tijd een klein torenachtig fort ook hulpfort genoemd, dat diende om de ruimte tussen twee legerkampen (castra) op te vullen.
Aan de Neder-Germaanse limes waren er burgi bij Asciburgium (Moers-Asberg) en bij Asperden. Langs de Moezel stonden er onder andere burgi in Neumagen-Dhron en Bernkastel-Kues.